# Осійаго
Осійаго (д/н — бл. 1724) — 19-й алаафін (володар) держави Ойо.

## Життєпис
Про батьків обмаль відомостей. Після повалення алаафіна Аїбі обирається новим правителем Ойо. Втім не вдовольнив знать та ойо-месі (вищу раду), оскільки збільшував податки та опікувався про наповнення власної скарбниці.
У державних справах почав занепад, чим скористалися сини Осійаго, що почали боротьбу між собою. також залежні держави — Аллада, Аджаче і Дагомея здобули самостійність.
Названого сина Осійго (ім'я невідоме) призначив аремо (офіційним спадкоємцем трону), проте його було вбито донькою Осійаго. Невдовзі самого алаафіна було отруєно. після цього влада перейшла до 0йо-месі. В усних оповідях йдеться, що певний час державою правили басоруни (перші міністри й голови ойо-месі). Зрештою новим алаафіном став Оджігі.